# レーザー脱毛
レーザー脱毛（レーザーだつもう、英語: laser hair removal）とは、レーザー光が特定の色に吸収されるという特性を用いた、脱毛方法の一つ。一般的に固体レーザーが用いられる。

## 原理
黒色、または茶色に吸収される波長のレーザーを皮膚に照射することで、毛や毛根、周辺組織にダメージを与え、脱毛する。また、毛のライフサイクルのうち、成長期に照射した分のみが永久的に脱毛されるといわれる。これは、毛根に対して十分な熱量が与えられるのがこの期間に限られるからである。
表層に出ている毛は15-20%程度であり、80-85％は休眠状態であるため、1回の処置では脱毛効果は体感しづらい。だいたい3回目くらいから、目に見えて毛が少なくなってきたことを実感できるようになる。中長期的に考えれば、部位にもよるが、最低でも5回程度は照射しないと、大きな実感は得られにくい。
光脱毛との違いは、光脱毛は毛根にダメージを与える光を照射するが、レーザー脱毛は毛根を破壊するレーザーを用いる。

## 照射回数と周期
照射回数
毛周期にもよるが、適切な熱量・間隔で照射した場合、3回の照射で50%程度、5回の照射で70%程度、10回の照射で90%程度を脱毛できるといわれる（一回ごとに表層に出ている20％を脱毛して、休眠している80％程度の密度になるよう想定して照射していった場合、100% → 80% → 64% → 51% → 41% → 33% → 26% → 21% → 17% → 13% → 11%）。この事から考えても、全くの無毛にはならず、産毛は残ることになる。見た目に無毛に近い状態にしようと思えば、15回以上の照射が必要になる。
身体の場合には、2-3か月に1回のペースで5-12回程度を目安に、照射していくことが望ましい。男性の顔ヒゲなどの場合には、少し短いサイクルで1-2か月に一度、10〜12回程度の照射をすることが多い。大体8-10回で効果に満足する男性が多いと言われているが、脱毛部位や求める仕上がりによっては10回以上必要になる可能性もある。
照射周期
毛周期のサイクルの下で脱毛する必要があり、また肌の回復を待つ必要があるため、身体の場合には2-3か月ごと、顔ヒゲの場合には1か月ごとの周期でする必要がある。保湿を怠ったり、日焼けなどをしてしまった場合には、この限りではない。
予算や暇が無い場合など、少ない脱毛回数でより効果的に脱毛をしたい場合には、周期を長めにとることで、より多くの毛を脱毛することができる（身体なら4-6か月ごと、ヒゲなら3-4か月ごとが目安）。
毛が抜ける時期
レーザー脱毛をしても、術後すぐに抜けるわけではない。施術したレーザーの種類にもよるが、おおむね2週間(1-4週間)ほどかけて、少しずつ抜けていく。自然に抜けていくため、自分で引っ張ったりする必要はない。
その他
10回以上の脱毛をしたとしても、新規の発毛に伴いポツポツとした「無駄毛」が生えてくることがある。これは新しい毛が作られたわけではなく、休眠していた毛が活動を開始したものであり、レーザー脱毛が不完全だったわけではない。無毛に近い状態を維持しようと思うなら、1〜3年に一度くらいのペースで、その都度レーザー脱毛をする必要がある。何もしないでいた場合、そのままほとんど生えない場合もあれば、元の半分程度の密度で生える場合もある(休眠していた毛の有無による)。
稀にではあるが、レーザー脱毛をすることで刺激され、部分的に「太くなった毛」が生えてくる場合がある。その場合にも、レーザー脱毛を繰り返すことで、次第に細い毛が揃うようになる。以上のような理由からレーザー脱毛は、短期的に5-10回、さらに中長期的に5-10回以上の照射を追加して行うことが必要になる。

## 処置
処置時間
実際の処置時間は、広く使用されているアレキサンドライトレーザーの場合、準備・待ち時間など全て含めて、ビキニライン全体で40分程度、顔全体で60分程度、手全体で60分程度、足全体で120分程度である。実際に照射にかかる時間は、この半分程度の時間になる。
痛み
レーザー脱毛の広告などでは、「痛みはない」という表現がされていることが多いが、それは誤りである。以前の「針脱毛」と比較すれば、かなり痛みは軽減されているため、痛みは無いという表現になったと思われる。
個人差もあるが実際には、毛の濃い部分では、輪ゴムで軽く弾いたような痛みが生じ、日焼けしている部位は激痛が生じる。脱毛効果が現れるにつれ、この痛みは弱まっていくが、通常レーザーの出力を毛の太さに合わせて段階的に強くしていく為、基本的には回数を重ねても同様の痛みは続く。しかし、照射する医療従事者も強すぎる出力での照射は避けるため、1回目から2回目が最も痛いことがほとんどであり、段階的に痛みは減っていくことがほとんどである。また、最終的に無毛状態になれば、レーザーを照射しても痛み、刺激は無い。
なお、黒人のように肌の色が濃い人種や、日本人でもかなりの日焼けをしている場合、またシミやホクロの上など地色が濃い場合には、痛みが激しかったり熱傷を起こす危険性があるため、脱毛を行うことは禁忌である。
麻酔
痛みは個人により感じ方が異なるため、痛みが激しい場合には麻酔（笑気ガスなど）をしてもらうことで、痛みを大幅に抑えることが可能である。麻酔処置に対応しているクリニックは限られているため、事前に調べておくことが望ましい。
針脱毛との違い
これまでの針脱毛と比べれば、圧倒的に痛みが少なく、短時間で済ませることが出来る。また、針脱毛では経験・技術が必要であったが、レーザー脱毛の場合には誰がやっても、ほぼ同じ結果が得られることから、コスト削減が図れることが人気の理由である。針脱毛の得意なのは、1本単位でのピンポイントな脱毛であり、レーザー脱毛は面単位での脱毛になる。

## 処置前後のケア
処置前
処置前には、可能であれば化粧品などで「保湿」をしっかりとしておくことで、肌の状態を良好に保つことができる。また、日焼けには十分に注意する必要がある。特に顔などの場合には、後々のトラブル（熱傷や乾燥肌）を起こさないためにも、保湿・日焼けは注意する必要がある（ただし施術当日はチタンなど「金属の含まれた日焼け止め」を付けていてはいけない）。
初めてレーザー脱毛を受ける際には、30分程度のカウンセリングがある。脱毛の照射日には、前日の夜か当日の朝に毛を剃って来院し、カウンセリング後に脱毛を始めることが多い。
処置後
多くの場合、手術後には日焼け後と同様の軽いヤケド状態になり、肌がポツポツと赤くなる。通常、2-3時間くらいで回復するが、痛み・痒みなどが１週間以上続く場合には、塗り薬（リンデロンVGなど）を塗る必要があり、ひどい場合にはすぐに診察を受ける必要がある。
照射した当日は、皮膚の熱を下げるため、入浴は避けてシャワーのみにすることが望ましい。専門医によると、炎症などを避けるため、処置を続けている間は、液体石鹸を使わず、固形石鹸を使う方が良いとされる。

## 種類
レーザー脱毛にはいくつか媒体が使用されている。
1. ルビーレーザー - 波長：694nm
2. アレキサンドライトレーザー - 波長：755nm
3. ダイオードレーザー - 波長：800-940nm（可変）
4. YAGレーザー - 波長：1064nm（NdYAG）

## 医師法との関係
レーザー脱毛については医療行為であり、Ｊ数を一定以上高くすることで永久脱毛とされるため、火傷の危険性や最悪は皮膚癌や皮膚疾患に関わる事から、医師及び看護師のみが行える独占業務であり、一般の営業には法的問題がある。また、高額な内容であるにもかかわらず、その場ですぐに契約させようとするといった問題もあった。厚生労働省が、2001年に『医師免許の無い者がレーザー脱毛をすることは医師法違反』と厚生労働省の通達を受け、各エステティックサロンは、業界団体の再編やそこでの検討を経て、レーザーの出力を一定値以下に抑えるなどして対応している。
しかし、2009年には、神戸市をはじめ近畿・中国地方の西日本地区に店舗を展開するエステティックサロンチェーンが、医師免許を持たない従業員にレーザー脱毛を行わせていたことが判明し、兵庫県警が医師法違反容疑で捜査を行っている。この店の利用者の中には、火傷などのトラブルに見舞われた者もいるという。
2012年3月にはエアフール（大阪府大阪市北区茶屋町）女性社長とエアフール梅田店店長、従業員の3人は、2011年7月に、医師免許がないのに20代の女性に脱毛する医療行為をして、医師法違反で6日、大阪府警生活環境課と曽根崎署に逮捕された。続いて同年6月には山形市のエステ店で医師免許を持たずに医療行為の「光脱毛」を行ったとして、山形県警生活環境課と山形署は29日、同店を経営する「ブラッサム」社長ら3容疑者を医師法違反（無資格医業）の疑いで逮捕した。
2014年4月にも、姫路市のエステサロン「ハニーフラッシュ」の経営者（50）と元店長の合わせて3人が医師法違反の疑いで逮捕された。同店では8年前から客に対して同様の脱毛行為を行い、これまでに少なくとも310人の客が店側に健康被害を訴え出ていたとのこと。
またさらに2014年8月6日共同通信より、厚生労働省研究班が調査した結果によると、エステの利用後に健康被害を訴える人が相次いでいることが判明。火傷した患者324人の内41％が、エステ脱毛による火傷を負っていることが明らかにされた。